# Erich Auerbach
Erich Auerbach (n. 9 noiembrie 1892, Berlin, Germania, d. 13 octombrie 1957, Wallingford, SUA) a fost un filolog german, comparatist și critic literar.
A realizat cercetări de literatură comparată asociind libertății de interpretare rigoarea analizei stilistice.
Lucrarea care l-a consacrat în lumea academică este Mimesis. Reprezentarea realității în literatura occidentală.

## Opera
- 1946: Mimesis (ediție românească: Editura pentru Literatură Universală, 1967, traducere de Ion Negoițescu, prefață de Romul Munteanu)
- 1957: Limba literară și publicul în Antichitatea latină târzie și în Evul Mediu ("Literatursprache und Publikum in der lateinischen Spätantike und im Mittelalter").